# پلیمر زیست تخریب پذیر مصنوعی

## اطلاعات
فرصت های زیادی برای استفاده از پلیمرهای زیست تخریب پذیر مصنوعی در حوزه پزشکی به ویژه در زمینه های مهندسی بافت و تحویل کنترل شده دارو وجود دارد. زیست تخریب پذیری در پزشکی به دلایل زیادی مهم است. تخریب ایمپلنت پلیمری به این معنی است که ممکن است نیازی به مداخله جراحی برای برداشتن ایمپلنت در پایان عمر عملکردی آن نباشد و نیاز به جراحی دوم را از بین ببرد.
در مهندسی بافت، پلیمرهای زیست تخریب‌پذیر را می‌توان به گونه‌ای طراحی کرد که بافت‌ها را تقریب کند و ساختار پلیمری را فراهم کند که بتواند تنش‌های مکانیکی را تحمل کند، سطح مناسبی را برای اتصال و رشد سلول فراهم کند و با سرعتی تخریب شود که امکان انتقال بار به بافت جدید را فراهم کند.
در توسعه کاربردهای پلیمرهای زیست تخریب پذیر، ویژگی برخی از پلیمرها از جمله سنتز و زیست تخریب پذیری در ادامه بررسی می شود. شرح چگونگی کنترل خواص توسط کنترل های مصنوعی مناسب مانند ترکیب کوپلیمر(پلیمری که بیشتر از یک نوع مونومر در آن وجود دارد)، الزامات ویژه برای پردازش و جابجایی، و برخی از دستگاه های تجاری مبتنی بر این مواد مورد بحث قرار می گیرد.

## شیمی پلیمر و انتخاب مواد
هنگام بررسی انتخاب پلیمر برای کاربردهای زیست پزشکی، معیارهای مهمی که باید در نظر گرفته شوند عبارتند از:
- خواص مکانیکی باید با کاربرد مطابقت داشته باشد و تا زمانی که بافت اطراف بهبود نیابد به اندازه کافی قوی باقی بماند.
- زمان تخریب باید با زمان مورد نیاز مطابقت داشته باشد.
- واکنشی که موجب ایجاد مواد سمی شود ایجاد نمی کند.
- پس از رسیدن به هدف خود در بدن متابولیزه می شود.
- به راحتی در فرم محصول نهایی با ماندگاری قابل قبول قابل پردازش است و به راحتی استریل می شود.

عملکرد مکانیکی یک پلیمر زیست تخریب پذیر به عوامل مختلفی از جمله انتخاب مونومر، انتخاب آغازگر، شرایط فرآیند و وجود مواد افزودنی بستگی دارد. این عوامل بر تبلور پلیمرها، دمای انتقالی مذاب و شیشه و وزن مولکولی تأثیر می‌گذارند. هر یک از این عوامل باید در مورد چگونگی تأثیر آنها بر تجزیه زیستی پلیمر ارزیابی شود.  تجزیه زیستی را می توان با سنتز پلیمرهایی با پیوندهای هیدرولیتیکی ناپایدار در پایه ساختار انجام داد.
این معمولاً با استفاده از گروه های عاملی شیمیایی مانند استرها، انیدریدها، ارتواسترها و آمیدها به دست می آید. اکثر پلیمرهای زیست تخریب پذیر با  پلیمریزاسیون باز کردن حلقه،سنتز می شوند.

## فرآیند
پلیمرهای زیست تخریب‌پذیر را می‌توان با روش‌های معمولی مانند قالب‌گیری فشرده یا تزریقی، ذوب کرد.
باید به الزام حذف رطوبت از مواد توجه ویژه ای شود. قبل از فرآوری باید دقت شود که پلیمرها خشک شوند تا از رطوبت جلوگیری شود.
از آنجایی که اکثر پلیمرهای زیست تخریب پذیر توسط پلیمریزاسیون حلقه باز، سنتز شده اند، یک تعادل ترمودینامیکی بین واکنش پلیمریزاسیون رو به جلو و واکنش معکوس وجود دارد که منجر به تشکیل مونومر می شود. برای جلوگیری از دمای بیش از حد بالای پردازش که ممکن است منجر به تشکیل مونومر در طول فرآیند قالب‌گیری و اکستروژن شود، باید مراقب بود.
باید به تمام موارد بالا دقت شود.

## زیست تخریب پذیری
پس از قرار دادن، یک دستگاه زیست تخریب پذیر باید خواص مکانیکی خود را حفظ کند تا زمانی که دیگر مورد نیاز نباشد و سپس توسط بدن جذب شود و هیچ اثری باقی نماند. پایه پلیمر از نظر هیدرولیتیکی ناپایدار است. یعنی پلیمر در یک محیط مبتنی بر آب ناپایدار است. این مکانیسم غالب برای تخریب پلیمرها است.
این در دو مرحله رخ می دهد:
1. آب به بخش عمده دستگاه نفوذ می کند و به پیوندهای شیمیایی در فاز آمورف حمله می کند و زنجیره های پلیمری بلند را به قطعات کوتاه تری محلول در آب تبدیل می کند. این باعث کاهش وزن مولکولی بدون از دست دادن خواص فیزیکی می شود زیرا پلیمر هنوز توسط نواحی کریستالی کنار هم نگه داشته می شود. آب نفوذ شده منجر به متابولیسم قطعات و فرسایش توده ای می شود.
2. فرسایش سطحی پلیمر زمانی اتفاق می افتد که سرعت نفوذ آب به دستگاه کمتر از سرعت تبدیل پلیمر به مواد محلول در آب باشد.

مهندسان زیست پزشکی می توانند پلیمری را طوری تنظیم کنند که به آرامی تجزیه شود و استرس را با سرعت مناسب به بافت های اطراف در حین التیام با متعادل کردن پایداری شیمیایی پایه پلیمری، هندسه دستگاه و وجود کاتالیزورها، افزودنی ها یا نرم کننده ها منتقل کند.

## کاربردها
پلیمرهای زیست تخریب پذیر به صورت تجاری هم در مهندسی بافت و هم در زمینه دارورسانی زیست پزشکی استفاده می شوند. 
چند کاربرد خاص آنها شامل:
- بخیه های جراحی

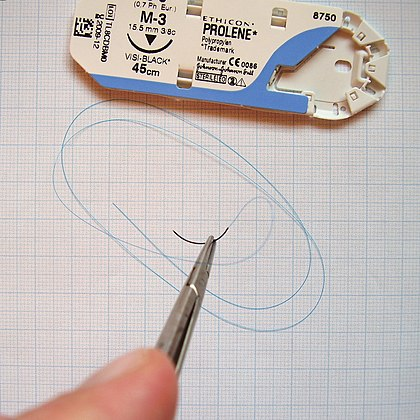
نمونه ای از بخیه جراحی

یک وسیله پزشکی است که برای نگه داشتن بافت‌های بدن در کنار هم و نزدیک کردن لبه‌های زخم پس از جراحت یا جراحی استفاده می‌شود. مواد بخیه اغلب به نخ های قابل جذب در مقابل نخ غیرقابل جذب تجزیه می شود که بیشتر به الیاف مصنوعی در مقابل الیاف طبیعی تقسیم می شود. یکی دیگر از تمایزهای مهم در بین مواد بخیه این است که تک رشته هستند یا پلی فیلامنت.
بخیه های قابل جذب یا از طریق پروتئولیز یا هیدرولیز تجزیه می شوند و نباید در بافت های بدن که به استحکام کششی بیشتر از دو ماه نیاز دارند استفاده شوند. معمولاً به صورت داخلی در طی جراحی یا برای جلوگیری از اقدامات بیشتر برای افرادی که احتمال بازگشت بخیه در آنها کم است استفاده می شود.
قابل جذب طبیعی: شامل کتگوت ساده، کتگوت کرومیک و کتگوت سریع است که همگی از کلاژن استخراج شده از روده گاو تولید می شوند. همه آنها پلی فیلامنت هایی هستند که زمان های تخریب متفاوتی از 3 تا 28 روز دارند. این ماده اغلب برای بافت بدن با نیروی مکانیکی یا برشی کم و زمان بهبودی سریع استفاده می شود.
- دستگاه های دندانپزشکی (PLGA): یک کوپولیمر مورد استفاده در صنایع دندان پزشکی است.
- دستگاه های ثابت کننده ارتوپدی
- استنت های عروقی زیست تخریب پذیر
- لنگرهای بافت نرم زیست تخریب پذیر